# 芬蘭國會大廈
芬蘭國會大廈（芬蘭語：Eduskuntatalo）是芬蘭議會的辦公場所，位於芬兰首都赫爾辛基。1923年，芬蘭舉行了一次競標，以決定新的議會大廈建築。現在的建築修建於1926年至1931年期間，正式啟用於1931年3月7日。芬蘭議會大廈是芬蘭政治史上眾多重大事件的舞台。

## 外部連結
- 官方网站 （文） （瑞典文） （英文）
- Parliament House brochure
- Information about Parliament House on wcities （页面存档备份，存于）
- Short movie featuring Parliament House （页面存档备份，存于）